# The Early Beatles
The Early Beatles – szósty LP zespołu The Beatles wydany w USA przez wytwórnię Capitol, a ósmy w ogóle wydany w USA. Zawiera dużo wczesnych nagrań zespołu, które przedtem wydała wytwórnia Vee-Jay Records jako album Introducing... The Beatles. Przednia okładka albumu The Early Beatles jest taka sama jak tylna okładka brytyjskiego albumu Beatles for Sale.

## Historia
Wytwórnia Vee-Jay Records zdobyła prawa do wydawania wczesnych nagrań The Beatles, zanim zespół ten stał się popularny w Ameryce; wytwórnia Capitol, amerykański oddział EMI (posiadającej wytwórnię Parlophone) początkowo odmawiała wydania nagrań zespołu na rynku amerykańskim. Debiutanckie wydawnictwo Vee-Jay wprawdzie okazało się niewypałem, ale później, kiedy The Beatles zaczęli szybko zyskiwać na popularności, Vee-Jay, będąca ciągle w posiadaniu praw wydawniczych, mogła wznawiać nagrania zespołu i sprzedawać je w milionach egzemplarzy. Capitol próbował temu przeciwdziałać, ale bezskutecznie. Dopiero w październiku 1964, gdy wygasły prawa Vee-Jay do dystrybucji nagrań The Beatles, Capitol wreszcie mógł nabyć prawo do wydania nagrań z albumu Introducing... The Beatles. W tym czasie Vee-Jay zdążyła wydać ten album czterokrotnie, w kilku wersjach.
Album The Early Beatles ukazał się w wersji mono i stereo.  Zawierał jedenaście z czternastu piosenek z debiutanckiego, brytyjskiego albumu Please Please Me. Pominięto: „I Saw Her Standing There” (znalazła się na Meet The Beatles!), „Misery” i „There's a Place”. Dwie ostatnie piosenki zostały po raz pierwszy wydane przez Capitol 11 października 1965 w serii single Capitol Starline, a potem znalazły się na amerykańskiej wersji kompilacyjnego wydawnictwa Rarities z 1980. Dwa inne nagrania, wydane przez Vee-Jay, których zabrakło na The Early Beatles to: „From Me to You” (które ukazało się dopiero na kompilacji The Beatles 1962-1966 i „Thank You Girl” (wydane na albumie The Beatles’ Second Album).
Ponieważ nie istniały stereofoniczne wersje „Love Me Do” i „P.S. I Love You”, Capitol sporządził duofoniczne mixy z oryginałów EMI. Do „Twist And Shout” natomiast dodano efekt echa i pogłosu.
24 kwietnia 1965 album The Early Beatles zadebiutował na pozycji nr 132. listy Billboard 200 i osiągnął pozycję 43. Był tym samym jedynym wydawnictwem zespołu, które nie osiągnęło pozycji 1. lub. 2 na wspomnianej liście (jeśli nie liczyć dokumentalnego wydawnictwa The Beatles’ Story, które doszło do pozycji 7.).
Do 1973 sprzedano 1 milion egzemplarzy albumu The Early Beatles, który tym samym zyskał nagrodę Gold Disc, przyznaną przez zrzeszenie amerykańskich wydawców muzyki RIAA 8 stycznia 1974.
11 kwietnia 2006 album The Early Beatles ukazał się po raz pierwszy w wersji CD jako część wydawnictwa box set The Capitol Albums, Volume 2 (numer katalogowy CDP 0946 3 57498 2 3), zarówno w wersji mono jak i stereo, choć wersja mono wydaje się być dokładną konwersją nagrań stereo na mono.

## Lista utworów
Strona pierwsza:
| 1. | „Love Me Do” (John Lennon/Paul McCartney)      | 2:23  |
|    |                                                |       |
| 2. | „Twist and Shout” (Phil Medley i Bert Russell) | 2:33  |
|    |                                                |       |
| 3. | „Anna (Go to Him)” (Arthur Alexander)          | 3:00  |
|    |                                                |       |
| 4. | „Chains” (Gerry Goffin i Carole King)          | 2:27  |
|    |                                                |       |
| 5. | „Boys” (Luther Dixon i Wes Farrell)            | 2:25  |
|    |                                                |       |
| 6. | „Ask Me Why” (Lennon/McCartney)                | 2:28  |
|    |                                                |       |
|    |                                                | 15:16 |
|    |                                                |       |
Strona druga:
| 1. | „Please Please Me” (Lennon/McCartney)                        | 2:00  |
|    |                                                              |       |
| 2. | „P.S. I Love You” (Lennon/McCartney)                         | 2:05  |
|    |                                                              |       |
| 3. | „Baby It's You” (Burt Bacharach, Hal David, Barney Williams) | 2:38  |
|    |                                                              |       |
| 4. | „A Taste of Honey” (Ric Marlow i Bobby Scott)                | 2:04  |
|    |                                                              |       |
| 5. | „Do You Want to Know a Secret?” (Lennon/McCartney)           | 1:59  |
|    |                                                              |       |
|    |                                                              | 10:46 |
|    |                                                              |       |